# Bern E-Prix
Der Bern E-Prix war ein Automobilrennen der FIA-Formel-E-Meisterschaft. Er wurde einmalig am 22. Juni 2019 im Rahmen der FIA-Formel-E-Meisterschaft 2018/19 ausgetragen. Der Streckenverlauf wurde am 15. Oktober 2018 in der Berner Zeitung veröffentlicht.

## Geschichte
Der Bern E-Prix fand auf der Formel-E-Rennstrecke Bern statt. Es handelte sich dabei nach dem Zürich E-Prix 2018 um das zweite Motorsportrennen, das in der Schweiz seit der Einführung des Verbotes von Rundstreckenrennen im Jahr 1955 durchgeführt wurde. Jean-Éric Vergne gewann das Rennen vor Mitch Evans und Sébastien Buemi.

## Ergebnisse
| Auflage | Jahr    | Strecke                   | Sieger                          | Zweiter                               | Dritter                         | Pole-Position                   | Schnellste Runde                                   |
| ------- | ------- | ------------------------- | ------------------------------- | ------------------------------------- | ------------------------------- | ------------------------------- | -------------------------------------------------- |
| 1       | 2018/19 | Formel-E-Rennstrecke Bern | Jean-Éric Vergne (DS Techeetah) | Mitch Evans (Panasonic Jaguar Racing) | Sébastien Buemi (Nissan e.dams) | Jean-Éric Vergne (DS Techeetah) | António Félix da Costa (BMW i Andretti Motorsport) |

## Kritik
Die GFL/EVP-Fraktion beantragte Ende Januar 2019 in einem Vorstoss im Berner Stadtrat, dass der Veranstalter Swiss E-Prix Operations AG für die erste Austragung des Rennens Ökostrom anstatt wie üblich mit Glycerin betriebene Dieselgeneratoren zur Aufladung der Akkumulatoren der Fahrzeuge einsetzen soll. Der Stadtrat stimmte dem zu, jedoch war bei Energie Wasser Bern mit Stand Februar 2019 noch keine entsprechende Bestellung eingegangen.
SP und Grünes Bündnis positionierten sich im Vorfeld gegen die Austragung des Rennens.
Stadtpräsident Alec von Graffenried äußerte vor dem Rennen Medien gegenüber, der Berner Gemeinderat sei vom Veranstalter „enttäuscht“. Es seien nicht alle Auflagen vollumfänglich erfüllt worden, welche Voraussetzung für die Bewilligung des Rennens waren. Das galt für die Gewährleistung des öffentlichen Verkehrs und für die Zugänglichkeit des Quartiers.
Am 20. Juni 2019 fand eine Critical Mass mit rund 1000 Teilnehmern auf der Rennstrecke statt. Dabei kam es zu Vandalismus, die Demonstranten beschädigten mehrere an der Strecke befestigte Werbebanner. Da diese aus vertraglichen Gründen an der Streckenbegrenzung angebracht sein mussten, musste der Veranstalter in der folgenden Nacht neue Werbebanner aus London einfliegen lassen. Zudem wurden Medienberichten zufolge auch Stromkabel sowie Kabel für die TV-Übertragung durchtrennt. Der entstandene Sachschaden soll sich auf 400 000 Schweizer Franken belaufen.
Nach dem Rennen gab es Kritik an den Organisatoren, die sich nicht an Absprachen gehalten hätten und Anwohner und Unternehmen nicht ausreichend informiert hätten. Die Kosten für die Durchführung des Rennens erwiesen sich jedoch als zu hoch. Die Betreibergesellschaft Swiss E-Prix Operations AG geriet in finanzielle Schwierigkeiten und wurde im Januar 2020 vom Konkursgericht aufgelöst. Wegen einer unbezahlten Rechnung über 225 000 Schweizer Franken, wurde die Stadt Bern von der Baufirma Marti AG verklagt. Im Januar 2024 wurde bekannt, dass sich das Gericht zu Gunsten der Stadt entschied, welche also die eingeforderten Kosten nicht übernehmen muss.